# Folketingsvalget 1887
Der blev afholdt Folketingsvalg 28. januar 1887.
| Parti                | Stemmer i alt | Procent | Mandater | +/-   |       |
| -------------------- | ------------- | ------- | -------- | ----- | ----- |
| Folketingets Venstre | 132.000       | 58,1%   | 74       | -7    |       |
| Højre                | 87.000        | 38,3%   | 27       | +8    |       |
| Socialdemokratiet    | 8.000         | 3,5%    | 1        | -1    |       |
| Total                |               |         | 102      |       |       |
| Valgdeltagelse       | 69.6%         | 69.6%   | 69.6%    | 69.6% | 69.6% |